# کلیسای چشمه خروشان
کلیسای چشمه خروشان (ارمنی: Խլխլան աղբրի եկեղեցի؛ انگلیسی: Khlkhlan) یک کلیسا متعلق به کلیسای حواری ارمنی واقع در شهر ووسکپار، استان تاووش ارمنستان می‌باشد. ساخت و ساز این ساختمان در سده ۱۶ام میلادی؛ به پایان رسید. این بنا به سبک معماری ارمنی طراحی شده است.